# Daniel Edward Thomas
Daniel Edward Thomas (Filadelfia, 11 giugno 1959) è un vescovo cattolico statunitense, dal 26 agosto 2014 vescovo di Toledo.

## Biografia
Daniel Edward Thomas è nato a Manayunk, un quartiere di Filadelfia, in Pennsylvania, l'11 giugno 1959 da Francis P. Thomas Jr. e Ann A. (nata Weber). Aveva un fratello, Francis P. Thomas III, oggi deceduto.

### Formazione e ministero sacerdotale
Ha frequentato la Holy Family Parish Elementary School di Filadelfia dal 1965 al 1973 e la Roman Catholic High School della stessa città dal 1973 al 1977. Ha studiato filosofia e teologia nel seminario "San Carlo Borromeo" a Wynnewood. Nel 1981 ha conseguito il Bachelor of Arts e nel 1985 il Master of Arts.
Il 18 maggio 1985 è stato ordinato presbitero per l'arcidiocesi di Filadelfia dal cardinale John Joseph Krol. In seguito è stato vicario parrocchiale della parrocchia di San Giuseppe ad Aston dal 1985 al 1987 e condirettore regionale della Catholic Youth Organization dal 1986 al 1987. Nel 1987 è stato inviato a Roma per studi. Nel 1989 ha conseguito la licenza in teologia dogmatica presso la Pontificia Università Gregoriana. Ha poi prestato servizio come officiale della Congregazione per i vescovi e direttore spirituale aggiunto del Pontificio collegio americano del Nord dal 1990 al 2005. Il 9 marzo 1995 è stato nominato cappellano di Sua Santità e il 19 marzo 2005 prelato d'onore di Sua Santità. Tornato in patria è stato parroco della parrocchia di Nostra Signora dell'Assunzione a Strafford dal 1º ottobre 2005 all'8 giugno 2006.

### Ministero episcopale
L'8 giugno 2006 papa Benedetto XVI lo ha nominato vescovo ausiliare di Filadelfia e titolare di Bardstown. Ha ricevuto l'ordinazione episcopale il 26 luglio successivo nella cattedrale dei Santi Pietro e Paolo a Filadelfia dal cardinale Justin Francis Rigali, arcivescovo metropolita di Filadelfia, co-consacranti l'arcivescovo John Patrick Foley, presidente del Pontificio consiglio delle comunicazioni sociali, e l'ordinario militare per gli Stati Uniti d'America Edwin Frederick O'Brien.
Come ausiliare ha prestato servizio come vicario episcopale con responsabilità pastorali sulle parrocchie che comprendono tre decanati: contea di Montgomery occidentale; Main Line, Bridgeport e Roxborough; e contea di Montgomery orientale e parte nordoccidentale della città di Filadelfia. Presso il centro pastorale arcidiocesano si è occupato in modo particolare del dipartimento per gli affari dei media, composto dall'ufficio per le comunicazioni, dai curatori del sito web CatholicPhilly.com e dalla redazione del giornale The Catholic Standard and Times; dell'ufficio per il clero, compreso il dipartimento dei diaconi permanenti, e dell'ufficio per le vocazioni al sacerdozio diocesano.
Nel dicembre del 2011 ha compiuto la visita ad limina.
Il 26 agosto 2014 papa Francesco lo ha nominato vescovo di Toledo. Ha preso possesso della diocesi il 22 ottobre successivo.
Dal 28 dicembre 2016 all'11 luglio 2017 è stato anche amministratore apostolico di Cleveland.
Nel dicembre del 2019 ha compiuto una seconda visita ad limina.
In seno alla Conferenza dei vescovi cattolici degli Stati Uniti è membro del comitato per le priorità e i piani e del comitato amministrativo in rappresentanza della regione ecclesiastica VI dal 2017. In precedenza è stato membro della task force dei vescovi per la certificazione e l'accreditamento dal 2008 al 2011; membro del comitato per il clero, la vita consacrata e le vocazioni dal 2008 al 2016; membro del comitato per il culto divino dal 2010 al novembre del 2019 e consultore del comitato per la tutela della vita dal 2016 al 2018.
È anche membro del consiglio di amministrazione della Conferenza cattolica dell'Ohio dal 2014 e membro del consiglio dell'Athenaeum of Ohio – Mount St. Mary's Seminary of the West dal 2016.
In precedenza è stato membro del comitato consultivo episcopale del Catholic Leadership Institute dal 2009 al 2015, del consiglio consultivo nazionale del Saint John Vianney Center dal 2011 al 1º dicembre 2018, del comitato consultivo episcopale della Conferenza nazionale dei direttori diocesani delle vocazioni dal 2011 al novembre del 2019, dell'Organizzazione nazionale di collegamento per la formazione continua del clero cattolico romano dal 2014 al 2016, del Consiglio delle Chiese dell'Ohio dal 2014 al 2017 e del consiglio del Damascus Catholic Mission Campus dal 2017 al 2020.

## Genealogia episcopale
La genealogia episcopale è:
- Cardinale Scipione Rebiba
- Cardinale Giulio Antonio Santori
- Cardinale Girolamo Bernerio, O.P.
- Arcivescovo Galeazzo Sanvitale
- Cardinale Ludovico Ludovisi
- Cardinale Luigi Caetani
- Cardinale Ulderico Carpegna
- Cardinale Paluzzo Paluzzi Altieri degli Albertoni
- Papa Benedetto XIII
- Papa Benedetto XIV
- Papa Clemente XIII
- Cardinale Enrico Benedetto Stuart
- Papa Leone XII
- Cardinale Chiarissimo Falconieri Mellini
- Cardinale Camillo Di Pietro
- Cardinale Mieczysław Halka Ledóchowski
- Cardinale Jan Maurycy Paweł Puzyna de Kosielsko
- Arcivescovo Józef Bilczewski
- Arcivescovo Bolesław Twardowski
- Arcivescovo Eugeniusz Baziak
- Papa Giovanni Paolo II
- Cardinale Justin Francis Rigali
- Vescovo Daniel Edward Thomas